# Martha and the Muffins
Martha and the Muffins (M+M) – kanadyjska grupa muzyczna, pierwotnie nowej fali o charakterze synth popowym, z lat 70. XX wieku, następnie eksperymentalna, także w ambient i trance, jeszcze później w dance, w tym w aktywnym działaniu przeciwko zaznaczaniu różnic pomiędzy „muzyką białych radiostacji” a „rozgłośni dla muzyki czarnych”, i w końcu pop-rockowa w latach 90. i wskrzeszona jako indie obecnie. Grupa nadal działa jako duet dwóch pierwotnych członków, Martha Johnson i Mark Gane. Spodziewany jest nowy album w listopadzie 2008.
Pomimo zaistnienia w świadomości rynku masowego zaledwie jednym wielkim międzynarodowym singlem-przebojem, „Echo Beach”, jako Martha and the Muffins, przeobrażony zespół składający się z duetu pierwotnych członków, wspomaganych sesyjnie, uzyskał szereg dalszych przebojów jako M + M, w tym antyrasistowski dance hit, „White Stations/Black Stations”.
Grupa dorobkiem muzycznym wskroś gatunków także reprezentuje początki minimalistycznych produkcji w wykonaniu franko-kanadyjskiego muzyka/producenta Daniel Lanois, słynnego z późniejszych produkcji albumów U2 czy Petera Gabriela. Brała w niej udział także jako członkini siostra producenta, późniejsza muzyk grupy Crash Vegas, gitarzystka Jocelyn Lanois.

## Początki grupy i jej lata wczesne (1977/78)
Muzycy pierwszego wcielenia grupy spotkali się w Toronto w 1977, kiedy to David Millar poprosił kolegę na studiach w Ontario College of Art, Marka Gane o pomoc w skleceniu zespołu rockowego. Millar zwerbował Marthę Johnson jako klawiszowca; Johnson z kolei nakłoniła przyjaciela z liceum, Carla Finkle, do roli gitarzysty basowego, a brat Marka Gane'a, Tim, obsadził stanowisko perkusisty.
Z Millarem i Markiem Gane w roli gitarzystów, a Johnson także jako wokalistką, zespół zadebiutował w tym składzie na koncercie z okazji Halloween w Ontario College of Art ostatniego dnia w październiku 1977.

A wybrali nazwę „Martha and the Muffins” aby zdystansować się kulturowo od agresywnych nazw typowo przyjmowanych przez punkowe zespoły owego czasu. Mark Gane wspominał to zdarzenie następująco:

Zdecydowaliśmy się na tę zwodniczą nazwę tymczasowo, dopóki nie uzgodniliśmy byli konsensem czegoś lepszego”.

Jednak pod tą nazwą grupa przetrwała następnych siedem lat.
Wczesnym 1978 saksofonista Andy Haas dołączył do koncertowania, (początkowo jako muzyk występujący gościnnie). Niedługo potem Millar odszedł ze składu muzycznego, preferując rolę techniczną, jako zespołowy inżynier akustyczny podczas koncertu. Został zastąpiony przez Marthę Ladly, którą to obaj bracia Gane znali jeszcze z liceum. Ladly stała się drugim klawiszowcem/wokalistką grupy o imieniu Martha, chociaż Martha Johnson pozostała tą pełniącą zazwyczaj rolę wokalistki głównej.
W 1978 grupa wydała pierwszego singla, „Insect Love”, jeszcze przed podjęciem się nagrywania albumu. Singiel ten i taśma demonstracyjna nagrana w czerwcu 1978 szybko zdobyła zespołowi podpisany kontrakt z wytwórnią DinDisc, wyrostem Virgin Records i podporządkowaną jej.

## Sukces na arenie międzynarodowej (1979/82)
W 1979 Martha and the Muffins wyjechali do Anglii aby nagrać tamże album debiutancki pod okiem zarządu brytyjskiego Virgin, Metro Music (1980).
Album z miejsca zaskutkował wielkim międzynarodowym przebojem, singlem „Echo Beach”. Wprawdzie album nie zaowocował żadnym innym przebojowym singlem, utwór „Paint by Number Heart” bywał często grywany na kanadyjskim radiu.
Jeszcze w 1980, grupa wydała swój drugi album, Trance and Dance, który w ogóle nie wygenerował żadnego przeboju. Także w 1980, Martha Ladly odeszła aby skoncentrować się na studiach sztuki wizualnej i jako plastyczka na stypendium uniwersyteckim. Jean Wilson czasowo ją zastąpiła na trasie koncertowej w 1981, jednak nigdy nie nagrała z zespołem, więc należy traktować jej epizod tylko jako występy gościnne.
W 1981 gitarzysta basowy Finkle został kolejnym muzykiem, który odszedł od zespołu. Jego zastępczynią stała się gitarzystka i gitarzystka basowa Jocelyn Lanois, siostra wtedy jeszcze nieznanego producenta muzycznego z Toronto, dziś rozsławionego produkcjami m.in. U2, Petera Gabriela czy Boba Dylana czy Neville Brothers – Daniel Lanois. Gdy Jocelyn Lanois przedstawiła swój nowy zespół bratu, jej nowi koledzy uznali Daniela Lanois za idealnego kandydata na producenta ich zamierzonej następnej płyty.
Jednak aby użyć go kontraktowo jako współproducenta, Martha and the Muffins musieli się zgodzić na warunek postawiony im w zamian przez Virgin Records: jeżeli pozwolą sobie zaryzykować sukces komercyjny angażując nieznanego producenta, to muszą się zgodzić na okrojony budżet nagraniowy.
Album This is the Ice Age, pierwsza produkcja w ogóle Daniela Lanois razem z zespołem, był owocem pracy studyjnej przeprowadzonej w Toronto i innym mieście Ontario, Hamilton. Znacznie bardziej eksperymentalny i ambient od poprzednich płyt zespołu, otrzymał on duże naświetlenie w radiu kanadyjskim, szczególnie jego dwa single „Women Around the World at Work” (nr 24 na kanadyjskiej liście przebojów) i „Swimming”. Ale krytyczne uznanie w Kanadzie i poza jej granicami nie przełożyło się na przebojowe single poza Kanadą tym razem też, i Virgin Records sumarycznie wypowiedziała grupie kontrakt jako projektowi poronionemu komercyjnie.

## Lata jako M+M (1983/86)
Po artystycznym sukcesie/komercyjnym niewypale albumu This Is the Ice Age, Haas i Tim Gane odeszli. W odnowionej, mniej licznej formie kwartetu (Martha Johnson, Mark Gane, Jocelyn Lanois, z nowym perkusistą Nickem Kentem), grupa dostała się pod egidę tym razem wytwórni o profilu indie, Current Records, jednak której to płyty rozprowadzał w handlu detalicznym wielki koncern RCA.
W 1983 wydali w ten sposób album Danseparc, ponownie produkcji Daniel Lanois, Mark Gane, i Martha Johnson. Mark Gane, zmobilizowany do pozbycia się nazwy „Martha and the Muffins”, zaproponował aby się przemianowali na „M + M”. Kompromisowo, obie nazwy użyto przez pewien czas, i Danseparc na swej okładce zawiera oba ciągi: „M + M” i „Martha and the Muffins”, zestawione razem, przedzielone punktorem.
Utwór „Danceparc” z tego albumu stał się następnym „Top 40” singlem w Kanadzie. Na trasie koncertowej z tego roku grupa została uzupełniona gościnnie kilkoma instrumentalistami, w tym gitarzystą Michaelem Brookiem. Po zakończeniu trasy, Mark Gane i Martha Johnson (od pewnego czasu para także w życiu osobistym) ogłosili, że pragną tworzyć muzykę w innym kierunku muzycznym, i to z nowymi współpracownikami. Zasadniczo, Gane i Johnson zadecydowali o tym, że „M + M” od zaraz oznacza duet Martha + Mark, z udziałem zaproszonych muzyków studyjnych i czasowo zatrudnianych instrumentalistów.

Album pary z 1984 pt. Mystery Walk ponownie został wyprodukowany przez Daniel Lanois, Mark Gane i Martha Johnson, a jego okładka zawiera kolosalną wlepkę opiewającą jego autorstwo jako: 

M + M o/k/a (once known as) Martha and The Muffins.

 Muzycy-goście to m.in. perkusista Yogi Horton, gitarzysta basowy Tinker Barfield, i murzyńskie ensemble orkiestry dętej, Brecker Brothers.
Tak czy inaczej, bez względu na zastosowaną nazwę, album Mystery Walk dostarczył M + M/Martha and the Muffins ich największy przebój od czasu „Echo Beach”: „Black Stations/White Stations”.
Utwór ten jest antyrasistowskim protest songiem tanecznym, którego pierwsze słowa frontalnie skrytykowały wszystkie muzyczne rozgłośnie radiowe za pomijanie ze swoich miksów piosenki-tabu, traktującej romans międzyrasowy. Podobno historyjkę tę Martha Johnson wysłuchała właśnie z relacji radiowej, prowadząc samochód w Toronto.
Singel „Black Stations/White Stations” przebił się na szczyt list tanecznych w Kanadzie i w USA: osiągnął nr 2 w obu krajach na listach dance, jednak ironicznie został po cichu zignorowany/zanotowany przez wiele rozgłośni radiowych w Ameryce ...jako tabu.
"Cooling the Medium”, drugi singiel, także osiągnął wysokie notowania w Kanadzie.
W 1985 Johnson i Gane rozpoczęli prace przygotowawcze w Montrealu nad kolejnym albumem, przenosząc się w trakcie jego realizacji do miasta Bath w Anglii, aby pracować z bliska z miejscowym producentem Davidem Lordem.
Rezultatem tych przedsięwzięć stała się płyta The World is a Ball (1986). Jednak pierwszy singiel z niej, „Song in My Head”, poza pozyskaniem pewnej popularności w Wielkiej Brytanii i stania się następnym przebojem „Top 40” w Kanadzie, nie nakręcił sprzedaży; w sumie album sprzedawał się anemicznie. W międzyczasie para czasowo zamieszkała w Anglii.

## Martha and the Muffins wskrzeszone (1987/obecnie)
Martha Johnson i Mark Gane nie działali jako Martha and the Muffins czy M+M przez szereg lat od nagrania The World is a Ball. Następne sesje nagrywania miały miejsce w Bath, gdzie uprzednio przenieśli się w 1987. Wznowili je już w Toronto w 1989, kiedy powrócili do swego miasta rodzinnego.
W 1992 wykonali interpretację piosenki swojej krajanki Joni Mitchell „Shades of Scarlett Conquering” jako ich wkład w album upamiętniający twórczość tej emblematycznej artystki folk/popu, płycie pt. Back to the Garden.
Tego samego roku wydali album Modern Lullaby. Tu wznowili nazwę „Martha and the Muffins”, pomimo tego, że jedynym pierwotnym Muffinem biorącym udział oprócz nich był brat Marka, Tim Gane (podobno na „perkusji dodatkowej”). Singel „Rainbow Sign” dotarł na 4. miejsce na liście RPM CanCon To Watch, jednak nie przebił się do „Top 100”. Podobnie było z samym albumem: bez wyniku na listach. Johnson i Gane w obliczu niepowodzenia raczej zaprzestali działać jako grupa i zajęli się innymi projektami muzycznymi/kompozycji filmowej, przez następny szereg lat. Także, w 1992 urodziła im się córka, Eve.
W 1998 Johnson i Gane nagrali nowy utwór „Resurrection” w celu dołączenia go jako premii do wznowienia kompilacji z 1998, albumu Then Again: A Retrospective.
W 1999 nagrali następny utwór przypisany autorstwu Martha and the Muffins, „Do You Ever Wonder?”. Ukazał się on na rozmaitych kompilacjach np. The World According to Popguru.
W maju 1999 Martha and the Muffins zagrali koncertowo „Echo Beach” w ramach programu Open Mike with Mike Bullard. Uzupełniając Marka Gane i Marthę Johnson, udział wzięła dawniejsza basistka/gitarzystka grupy, Jocelyn Lanois i trzeci z braci Gane, Nick.
W 2003 duet Johnson/Gane (wspomagany przez muzyków studyjnych) zagrał z okazji komemoracji stacji radiowej CFNY-FM, jako Martha and the Muffins.
14 maja 2005 zagrali w podobnych okolicznościach ponownie w Toronto, w tym na scenie z wskrzeszoną grupą muzyczną Parachute Club.
Rok później koncertowali ponownie z Jocelyn Lanois na gitarze.
Jednak żadni dawniejsi członkowie Martha and the Muffins nie wzięli udziału w tych „wskrzeszeniach” z 2005, które jednak stanowiły pierwsze pełnometrażowe koncerty grupy od 1987. Mniej więcej tego samego czasu jeden z ich późniejszych utworów, „Paradise”, została spopularyzowany za pośrednictwem serialu telewizyjnego w Kanadzie pt.Paradise Falls, jako podkład muzyczny końcowej listy płac.
4 sierpnia 2008 wydawnictwo Cherry Red z Wielkiej Brytanii wydało „Danseparc: 25th Anniversary Edition”, czyli cyfrowo remasterowane nagranie Dancepark, w producenckim wykonaniu Petera J. Moore’a (odpowiedzialnego za takie produkcje jak klasyczna płyta innego kanadyjskiego zespołu Cowboy Junkies, nagrana w audio verite w toronckiej katedrze, Trinity Sessions, z pamiętną spowolnioną, delikatną interpretacją „Sweet Jane” Lou Reeda w wykonaniu wokalistki zespołu, Margo Timmins).
Remasterowany album zawiera 3 dodatki: tytułowy singel „Danseparc” w wersji „12-inch dance mix”, stronę odwrotną (tzw. „b-side”) „These Dangerous Machines”, i koncertowe wykonanie innego utworu z pierwotnego Danceparc, „Sins of Children."
Ich długo oczekiwany nowy album Delicate zostanie zmiksowany i wyprodukowany przez znanego producenta muzycznego Davida Bottrilla i jest oczekiwany jeszcze przed sezonem świątecznym 2008, do wydania ich własnym sumptem (tzn. Jako album wydawnictwa Muffin Music).
Warto dodać, że 16-letnia nowa australijska piosenkarka, Gabriella Cilmi zaśpiewała stosunkowo wiernie (w tempie i gitarowej instrumentacji) nieśmiertelny 30-letni przebój Muffinów, „Echo Beach”, i wydała go jako ukryty „bonus track” swojego debiutanckiego albumu z 2008, Lessons to Be Learned.

## Kariery członków po zaprzestaniu bycia „Muffinem”
- Martha Ladly przeniosła się do Wielkiej Brytanii, gdzie zaśpiewała harmonijnie i udzieliła się jako klawiszowiec w albumieSulk szkockiej grupy nowofalowej The Associates (1982) oraz podczas trasy koncertowej. Nagrała dwa single solowe („Finlandia” i „Light Years From Love”). Brała udział w kobiecej rewii/grupie koncertowej piosenkarza Roberta Palmera. Nadal pracuje w plastyce, w tym czasowo jako pracownik Peter Saville Associates. Nawet pracowała w produkcjach multi-media dla organizacji muzyczno-wydawniczej Petera Gabriela, Real World. Obecnie jest Professorem Projektowania (Designu) w Ontario College of Art and Design, uniwersytecie, gdzie grupa Martha and the Muffins pierwotnie powstała.

- Martha Johnson nagrała album muzyki dla dzieci w 1995, który wygrał Nagrodę Juno w kategorii „Best Children's Album”. Album ten jest opatrzony jedynie jej imieniem, „Martha”, i został wyprodukowany przez Marka Gane i Marthę Johnson.

- Johnson i Gane napisali muzykę dla szeregu kanadyjskich filmów i seriali telewizyjnych.

- Jocelyn Lanois powróciła na kanadyjskie listy przebojów w 1989 jako członkini grupy Crash Vegas.

- Tim Gane został kierowcą dla the Canadian Automobile Association; Carl Finkle wykształcił się na architekta i projektanta basenów pływackich czy kąpielowych; a Andy Haas został docentem/strażnikiem w muzeum sztuki.

## Dyskografia

### Albumy
- Metro Music (1979)
- Trance and Dance (1980)
- This is the Ice Age (1981)
- Danseparc (1983, jako Martha and the Muffins • M + M)
- Mystery Walk (1984, jako M + M)
- The World is a Ball (1985, jako M + M)
- Far Away In Time (1987) – compilation
- Modern Lullaby (1992)
- Then Again: A Retrospective (1998)

### Single
| Year | Single                                   | Album               | Singles Chart | CHUM Chart | Singles Chart | Billboard Hot 100 |
| ---- | ---------------------------------------- | ------------------- | ------------- | ---------- | ------------- | ----------------- |
| 1978 | „Insect Love”                            | non-LP              | –             | –          | –             | –                 |
| 1979 | „Insect Love” (wersja wznowiona)         | non-LP              | –             | –          | –             | –                 |
| 1980 | „Echo Beach”                             | Metro Music         | 5             | 5          | 10            | –                 |
| 1980 | „Saigon”                                 | Metro Music         | –             | –          | –             | –                 |
| 1980 | „Paint By Number Heart”                  | Metro Music         | 69            | 20         | –             | –                 |
| 1980 | „About Insomnia”                         | Trance and Dance    | –             | –          | –             | –                 |
| 1980 | „Suburban Dream”                         | Trance and Dance    | –             | –          | –             | –                 |
| 1981 | „Was Ezo”                                | Trance and Dance    | –             | –          | –             | –                 |
| 1981 | „Women Around the World at Work”         | This is the Ice Age | 24            | 10         | –             | –                 |
| 1982 | „Swimming”                               | This is the Ice Age | –             | 16         | –             | –                 |
| 1983 | „Danseparc (Everyday It's Tomorrow)”     | Danseparc           | 31            | –          | –             | –                 |
| 1983 | „Several Styles of Blonde Girls Dancing” | Danseparc           | –             | –          | –             | –                 |
| 1984 | „Black Stations/White Stations”          | Mystery Walk        | 26            | 11         | 46            | 63                |
| 1984 | „Cooling the Medium”                     | Mystery Walk        | 72            | –          | –             | –                 |
| 1986 | „Song in My Head”                        | The World is a Ball | 30            | 25         | –             | –                 |
| 1986 | „Someone Else's Shoes”                   | The World is a Ball | –             | –          | –             | –                 |
| 1986 | „Only You”                               | The World is a Ball | –             | –          | –             | –                 |
| 1992 | „Rainbow Sign”                           | Modern Lullaby      | –             | –          | –             | –                 |